# Drugi rząd Marcela Ciolacu
Drugi rząd Marcela Ciolacu – rząd Rumunii funkcjonujący od 23 grudnia 2024 do 23 czerwca 2025.
Zastąpił pierwszy gabinet tego samego premiera. Powstał kilka tygodni po wyborach parlamentarnych z 1 grudnia 2024, w których Partia Socjaldemokratyczna (PSD) zajęła ponownie pierwsze miejsce. Negocjacje nad powołaniem nowego rządu toczyły się w trakcie kryzysu politycznego związanego z wynikami pierwszej tury wyborów prezydenckich z 24 listopada 2024 oraz ich unieważnieniem przez Trybunał Konstytucyjny decyzją z 6 grudnia tegoż roku (dwa dni przed planowaną drugą turą głosowania). Kilka dni później deklarację zawiązania koalicji przedstawiły ugrupowania określające się jako proeuropejskie – PSD, jej dotychczasowy koalicjant Partia Narodowo-Liberalna (PNL), Związek Zbawienia Rumunii (USR) i Demokratyczny Związek Węgrów w Rumunii (UDMR), a wsparcie zadeklarowali także deputowani reprezentujący mniejszości narodowe.
Ostateczne porozumienie 23 grudnia 2024 podpisały PSD, PNL, UDMR i frakcja mniejszości narodowych. Tego samego dnia prezydent Klaus Iohannis desygnował Marcela Ciolacu na premiera. Również 23 grudnia nowy rząd został zatwierdzony przez parlament (za zagłosowało 240 posłów do Izby Deputowanych oraz członków Senatu), a jego członkowie zostali zaprzysiężeni przez prezydenta.
Ugrupowania koalicyjne w wyborach prezydenckich w 2025 (rozpisanych na skutek unieważnienia poprzednich wyborów przed drugą turą) poparły Crina Antonescu z PNL, który zajął 3. miejsce w pierwszej turze z 4 maja. Następnego dnia Marcel Ciolacu ogłosił swoją dymisję z funkcji premiera, deklarując również opuszczenie koalicji rządowej przez PSD. 6 maja 2025 odszedł z rządu, a pełniącym obowiązki premiera został Cătălin Predoiu.
Gabinet funkcjonował do 23 czerwca 2025, kiedy to doszło do powołania rządu Ilie Bolojana.

## Skład rządu
- Premier: Marcel Ciolacu (PSD)[10]
- Wicepremier: Marian Neacșu (PSD)
- Wicepremier, minister spraw wewnętrznych: Cătălin Predoiu (PNL)
- Wicepremier, minister finansów: Barna Tánczos (UDMR)
- Minister transportu i infrastruktury: Sorin Grindeanu (PSD)
- Minister sprawiedliwości: Radu Marinescu (PSD)
- Minister obrony narodowej: Angel Tîlvăr (PSD)
- Minister gospodarki, cyfryzacji, przedsiębiorczości i turystyki: Bogdan-Gruia Ivan (PSD)
- Minister zdrowia: Alexandru Rafila (PSD)
- Minister rozwoju, robót publicznych i administracji: Attila Cseke (UDMR)
- Minister rolnictwa i rozwoju wsi: Florin-Ionuț Barbu (PSD)
- Minister pracy, rodziny, młodzieży i solidarności społecznej: Simona Bucura-Oprescu (PSD)
- Minister kultury: Natalia-Elena Intotero (PSD)
- Minister edukacji i badań naukowych: Daniel David (PNL)
- Minister spraw zagranicznych: Emil Hurezeanu (PNL)
- Minister inwestycji i projektów europejskich: Ioan Marcel Boloș (PNL)
- Minister energii: Sebastian Burduja (PNL)
- Minister środowiska, gospodarki wodnej i leśnictwa: Mircea Fechet (PNL)